# Джефф Остін (тенісист)
Джефф Остін (англ. Jeff Austin; нар. 5 липня 1951) — колишній американський тенісист.
Найвищу одиночну позицію світового рейтингу — 52 місце досяг 15 жовтня, 1973 року.
Здобув 1 одиночний та 1 парний титул.
Найвищим досягненням на турнірах Великого шолома було 3 коло в одиночному та парному розрядах.

## Фінали Гран-прі за кар'єру

### Одиночний розряд: 1 (1–0)
| Результат | W-L | Рік  | Турнір     | Покриття | Суперник   | Рахунок  |
| --------- | --- | ---- | ---------- | -------- | ---------- | -------- |
| Перемога  | 1–0 | 1973 | Аптос, США | Тверде   | Онні Парун | 7–6, 6–4 |

### Парний розряд: 2 (1–1)
| Результат | W-L | Рік  | Турнір        | Покриття | Партнер      | Суперники                      | Рахунок  |
| --------- | --- | ---- | ------------- | -------- | ------------ | ------------------------------ | -------- |
| Перемога  | 1–0 | 1973 | Аптос, США    | Тверде   | Фред Макнеер | Реймонд Мур Онні Парун         | 6–2, 6–1 |
| Поразка   | 1–1 | 1975 | Літл-Рок, США | Килим    | Чарлз Овенс  | Марсело Лара Беррі Філліпс-Мур | 4–6, 3–6 |